# رون فاينبرغ
رون فاينبرغ (بالإنجليزية: Ron Feinberg)‏ مواليد 10 أكتوبر 1932 في سان فرانسيسكو - الوفاة 29 يناير 2005 في لوس أنجلوس، هو ممثل أمريكي بدأ مسيرته الفنية سنة 1966. من أعماله البط السري. امتدت مسيرته الفنية لأكثر من 34 عاما.

## روابط خارجية
- رون فاينبرغ على موقع IMDb (الإنجليزية)
- رون فاينبرغ على موقع تيرنر كلاسيك موفيز (الإنجليزية)
- رون فاينبرغ على موقع قاعدة بيانات الفيلم (الإنجليزية)